# Добровольская, Халина (режиссёр)
Хали́на Кшижано́вская-Доброво́льская (пол. Halina Krzyżanowska-Dobrowolska; 18 августа 1929, Краков, Малопольское воеводство, Польша — 23 апреля 2016, Гливице, Силезское воеводство, Польша) — польский кинорежиссёр, художник-постановщик и дизайнер костюмов.

## Карьера
Дважды была номинирована на премию «Орлы» в 2001 году за фильмы «Дочери счастья» и «Жизнь как смертельная болезнь, передающаяся половым путём». Лауреат Премии Польской Ассоциации Кинематографистов за выдающиеся художественные достижения. Член Польской киноакадемии.

## Избранная фильмография
- 1956 — «Человек на рельсах» / Człowiek na torze
- 1956 — Варшавская сирена
- 1968 — «Дансинг в ставке Гитлера» / Dancing w kwaterze Hitlera
- 1970 — «Польский альбом» / Album polski
- 1971 — «Не люблю понедельник» / Nie lubię poniedziałku
- 1976 — «Сохранить город» / Ocalić miasto
- 1980 — «Мишка» / Miś
- 1985 — «Га, га. Слава героям» / Ga, ga. Chwała bohaterom
- 1988 — «Короткий фильм о любви» / Krótki film o miłości
- 1990 — «Декалог»
- 1991 — «Двойная жизнь Вероники» / Podwójne życie Weroniki
- 1993 — «Три цвета: Белый» / Trzy kolory. Biały
- 1999 — «Дочери счастья» / Córy szczęścia
- 2000 — «Жизнь как смертельная болезнь, передающаяся половым путём» / Życie jako śmiertelna choroba przenoszona drogą płciową